# Mary Baker Eddy

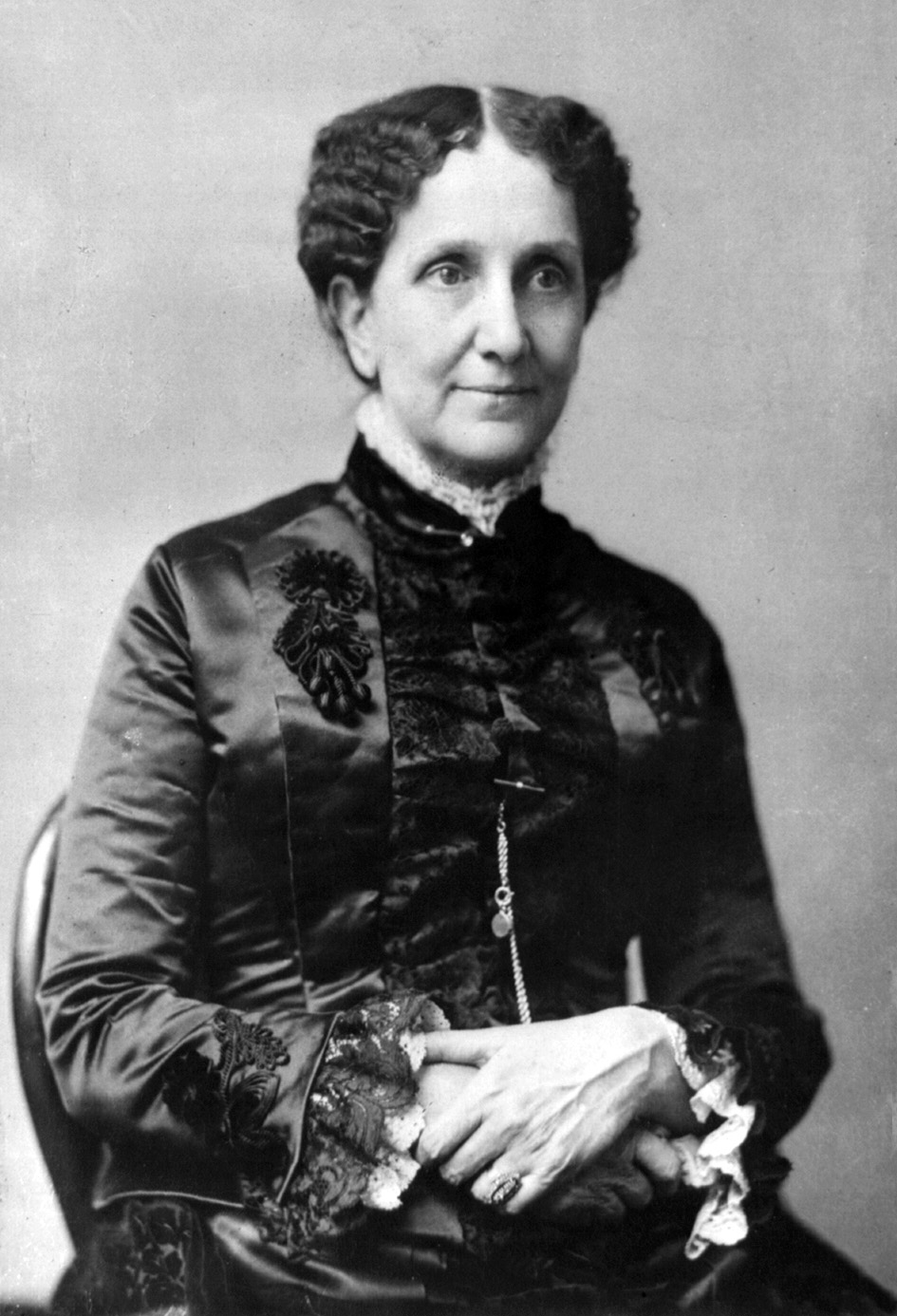
Mary Baker Eddy

Mary Baker Eddy (geboren Mary Morse Baker, Bow, New Hampshire, 16 juli 1821 - Chestnut Hill, 3 december 1910) was de grondlegger van Christian Science. 
Naar eigen zeggen ontdekte zij in 1866 de goddelijke wetten van leven, waarheid en liefde en noemde deze "Christian Science". In de volgende jaren ontwikkelde zij haar theologie. In 1875  publiceerde zij haar grote werk Wetenschap en gezondheid met sleutel tot de Heilige Schrift, en richtte de wereldwijde Christian Science Church op.

## Jeugd
Mary Baker Eddy was de jongste van zes kinderen die opgroeide in een diep religieus huis. Op 17-jarige leeftijd sloot ze zich aan bij de congregationalisten, die de christelijke gemeente verdedigden in plaats van een officiële kerk en het in de bijbel opgetekende Woord van God als de hoogste norm erkenden. Ze kwam echter in opstand tegen de predestinatieleer van haar kerk. Ze had van kinds af aan een slechte gezondheid en ontwikkelde al vroeg belangstelling voor de genezingsverslagen van de bijbel.
In 1843 trouwde ze met George Washington Glover. Hij stierf ongeveer een jaar later, kort voor de geboorte van haar zoon George Washington Glover, Jr., die ze op vierjarige leeftijd weggaf vanwege onzekere levensomstandigheden en pas na 31 jaar weer zag. In 1853 trouwde ze met Daniel Patterson.

## Eerste stappen
Al in de jaren vijftig begon Mary Baker Eddy verschillende alternatieve geneeswijzen te bestuderen, waaronder homeopathie. In de jaren zestig toonde ze grote interesse in de methoden van de genezer Phineas Parkhurst Quimby, grondlegger van de New Thought-beweging, door wie ze werd behandeld. Eddy koppelde de leer van Quimby aan de hoop toegang te krijgen tot bijbelse genezing. Zijn autosuggestie-vaardigheden brachten haar aanvankelijk verlichting en ze onderzocht de achtergronden van zijn methode. Eddy's christelijke basisovertuiging was echter sterk gescheiden van Quimby's suggestieve genezingspraktijk, die volgens haar "niet op God was gericht". Ze verwierp ook Quimby's praktijk om magnetisch over het hoofd van de patiënt te wrijven als een praktijk van dierlijk magnetisme, en dus onchristelijk.

## Ontwikkeling van theologie van Christian Science
Medisch gezien was er na een ongeval in de winter van 1866 weinig kans op genezing. Door na te denken over de Bijbel (Mt 9:1-8, de genezing van de lamme van Kapernaum) beweerde ze een spontane genezing te hebben ervaren. Deze ervaring leidde tot een driejarige bijbelstudie en de ontwikkeling van een christelijk-wetenschappelijk onderwijs. Even later opende ze haar eigen genezingspraktijk. Overtuigd dat ziekte voor God niet de realiteit is die eraan wordt toegeschreven, en kan worden overwonnen door een duidelijker begrip van God en zijn gedachte, de mens, begon ze in privé-kring haar leer te verspreiden.

## Publicatie van het hoofdwerk en gemeentestichting
Na een ongelukkig huwelijk scheidde ze in 1873 van Patterson. In 1875 verscheen de eerste editie van Wetenschap en Gezondheid met een sleutel tot de Schrift. De publicatie werd gevolgd door de oprichting van een klein kerkgenootschap (Christian Scientist's Association), die leidde tot de stichting van de eerste kerk in 1879 (Church of Christ, Scientist), met haar als enige pastor. Ze trouwde in 1877 met een van haar zes volgelingen, Asa Eddy, en nam zijn naam aan. Eddy stierf in 1882. Mary Baker Eddy bracht de rest van haar leven door met het bouwen van het Metaphysical College en het reorganiseren van de kerk. In 1892 ontstond de nieuwe naam van de moederkerk van deze nieuwe religieuze gemeenschap: de eerste kerk van Christus, wetenschapper en de herziening van Wetenschap en gezondheid met een sleutel tot de Schrift, het leerboek over religie.

## Later werk
Uiteindelijk trok Mary Baker Eddy zich terug uit de openbaarheid en controleerde haar beweging door alleen te schrijven. De constitutie van de kerk die ze schreef, het "Church Handbook of the Mother Church", is nog steeds de basis van de instellingen van de wereldwijde Christian Science-beweging.
Ze richtte de Pulitzerprijs-winnende wekelijkse Christian Science Monitor op, de Christian Science Journal, de Christian Science Sentinel en de Christian Science Herold, die in 17 talen worden gepubliceerd.

## Geselecteerde werken
- Science and Health with Key to the Scriptures 1910
- Miscellaneous Writings 1883-1896[2]
- Retrospection and Introspection[3]
- Unity of Good[4]
- Miscellaneous Writings
- Pulpit and Press
- Rudimental Divine Science
- No and Yes[5]
- Christian Science versus Pantheism
- Message to The Mother Church, 1900
- Message to The Mother Church, 1901
- Message to The Mother Church, 1902
- Christian Healing[6]
- The People's Idea of God, Its Effect on Health and Christianity, 1914[7]
- The First Church of Christ, Scientist, and Miscellany
- The Manual of The Mother Church
- Poems, 1910